# Головний секретар (Британська імперія)
Головний секретар (англ. Chief Secretary), часто Колоніальний секретар (англ. Colonial Secretary) — звання старшого державного службовця в різних колоніях Британської імперії. В колоніальну епоху, головний секретар був другим за важливістю чиновником в колоніях Британської імперії після губернатора.